# Faranzala
Die Faranzala war ein Gewichtsmaß in den verschiedenen Gouvernements des Jemens und besonders in Loheia.
- 1 Faranzala = 20 Rottel/Rotoli/Rättel (schwerer) = 9,227 Kilogramm

Dieser Rottel war der sogenannte schwerere mit 16 Unzen/Wakia/Wakiah zu 10 Drachmen/Derhem (= 160 Drachmen) und wog 461,37 Gramm. Er war für grobere Waren gedacht. Der leichte Rottel für die feinen Waren wog 403,7 Gramm und war 140 Drachmen gleich.
- 5 Faranzala = 1 Kantar